# مقایسه‌کننده
در الکترونیک، مقایسه‌کننده یا مقایسه‌گر (به انگلیسی: Comparator) افزاره‌ای است که دو ولتاژ یا جریان الکتریکی را با‌هم مقایسه می‌کند و خروجی خود را مطابق با این‌که کدام یک بیشتر است تغییر می‌دهد. از مقایسه‌کننده آنالوگ در مداراتی مانند مبدل سیگنال‌های آنالوگ به دیجیتال استفاده می‌شود. {\displaystyle V_{output}={\begin{cases}1,&{\mbox{if }}V_{+}>V_{-}\\0,&{\mbox{if }}V_{+}<V_{-}\end{cases}}}

## مقایسه‌کننده با آپ‌امپ

یک تقویت‌کننده عملیاتی ساده

یک تقویت‌کننده عملیاتی دارای دو ورودی مقایسه شونده و ضریب تقویت بسیار بالا است. تلفیق این دو مشخصه، تشکیل یک مقایسه‌کننده را می‌دهد.
در حالت تئوری، یک آپ‌امپ در حالت حلقه باز (بدون بازخورد منفی) می‌تواند به عنوان یک مقایسه‌کننده با کارایی پایین استفاده شود. وقتی ولتاژ ورودی مثبت (+V) از منفی (-V) بیشتر شود، ضریب تقویت زیاد آپ‌امپ باعث می‌شود خروجی به بیشترین مقدار مثبتی که می‌تواند افزایش یابد و بالعکس، وقتی ورودی منفی از مثبت بیشتر شود، خروجی به کمترین مقدار ممکن کاهش می‌یابد. محدوده تغییرات خروجی آپ‌امپ توسط تغذیه آن مشخص می‌شود.
از معایبی که در استفاده از تقویت‌کننده عملیاتی به عنوان مقایسه‌کننده وجود دارد می‌توان به موارد زیر اشاره کرد :
- تقویت‌کننده عملیاتی برای استفاده در حالت خطی با بازخورد منفی طراحی شده‌است. آپ‌امپ‌ها دارای یک تأخیر زمانی در برگشت از حالت اشباع هستند و تقریباً تمام آن‌ها دارای خازن‌های جبران‌سازاند که باعث به وجود آمدن زمان تأخیر و محدود شدن عملکرد آپ‌امپ در فرکانس‌های بالا می‌شود. در نتیجه آپ‌امپ یک مقایسه‌کننده نامطلوب است که دارای تاخیر انتشار در حد چند ده میکروثانیه‌است.
- به دلیل اینکه آپ‌امپ دارای هیچ‌گونه مکانیزم داخلی برای پسماند نیست، همیشه به یک مدار خارجی برای تولید پسماند نیاز است تا حرکت سیگنال‌های ورودی کندتر شوند.
- محدوده تغییرات خروجی مقایسه‌کننده‌های آنالوگ برای اتصال راحت و آسان به مدارات دیجیتال طراحی می‌شوند. که وقتی از آپ‌امپ به عنوان مقایسه‌کننده استفاده می‌شود، نیاز است این تطبیق ولتاژ انجام شود.

## آی‌سی‌های اختصاصی مقایسه‌کننده

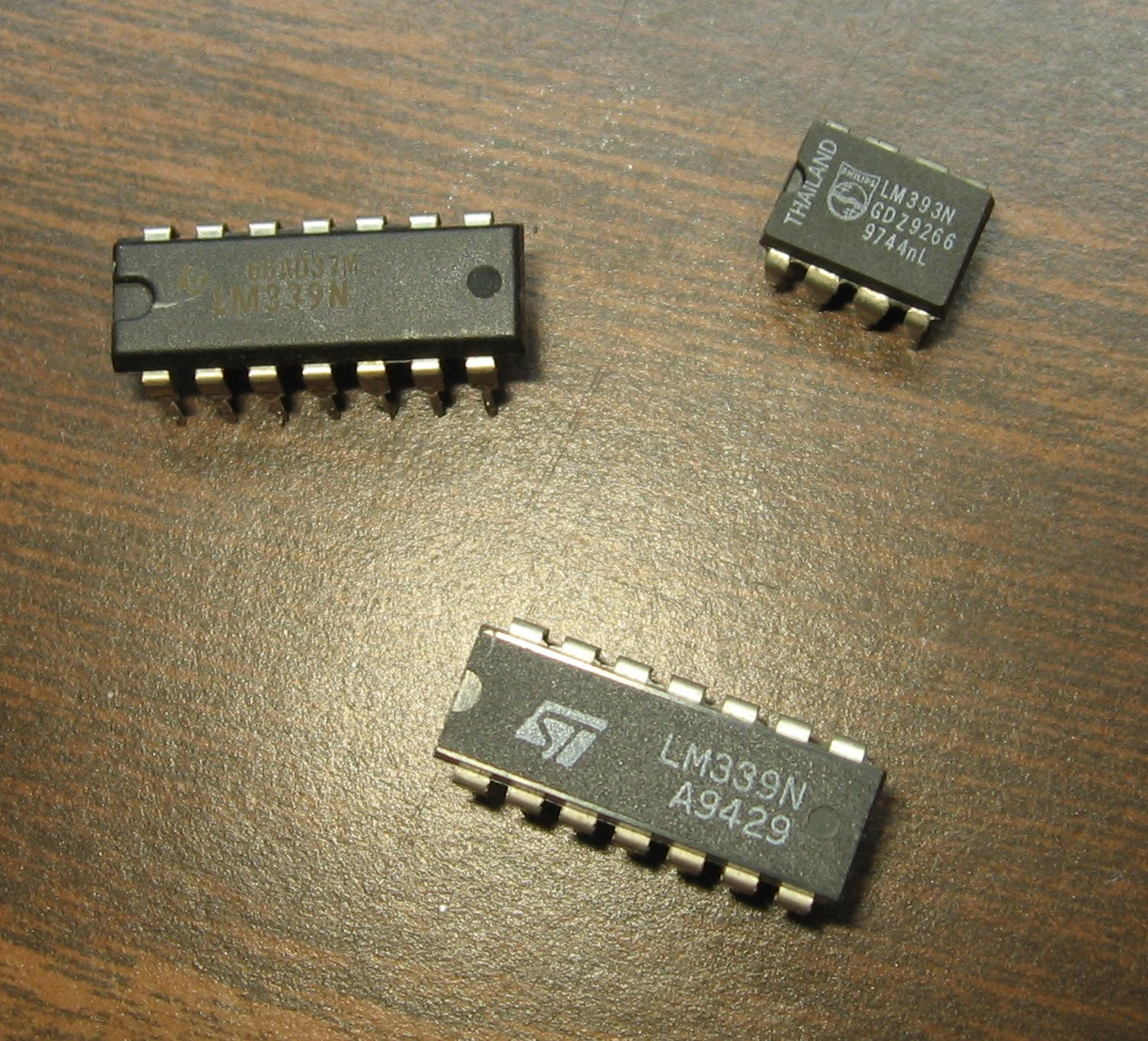
چند آی‌سی مقایسه‌کننده

مقایسه‌کننده اختصاصی معمولاً خیلی سریع‌تر از تقویت‌کننده عملیاتی همه‌منظوره که به‌عنوان مقایسه‌کننده استفاده شده‌اند کار می‌کنند. همچنین یک مقایسه‌کننده اختصاصی دارای ویژگی‌های دیگری مانند دقت عملکرد، ولتاژ مرجع داخلی، پسماند قابل‌تنظیم و ورودی تنظیم‌شونده با پالس ساعت نیز هستند.
یک مقایسه‌کننده اختصاصی مانند LM339 برای اتصال به مدارات دیجیتال با سطح منطقی منطق ترانزیستور-ترانزیستور (TTL) یا سیماس (CMOS) طراحی شده‌است. خروجی آن‌ها دارای سطوح قابل قبول برای حالت باینری است تا بتوان توسط آن‌ها سیگنال‌های دنیای‌واقعی را به مدارات دیجیتال متصل نمود.